# 사포로
사포로(Sapo-ro)는 경상남도 밀양시 부북면 마암교차로와 밀양시 부북면을 잇는 경상남도의 도로이다.

## 주요 경유지
경상남도
- 밀양시 (부북면)

## 노선
| 이름          | 접속 노선                    | 소재지 | 소재지 | 비고 |
| ------------- | ---------------------------- | ------ | ------ | ---- |
| 마암 교차로   | 국도 제25호선 (밀양대로)     | 밀양시 | 부북면 |      |
| 사포 교차로   | 사포산단중앙로               | 밀양시 | 부북면 |      |
| 전사포 교차로 | 동암3길 사포중앙길           | 밀양시 | 부북면 |      |
| 후사포 교차로 | 예림서원로                   | 밀양시 | 부북면 |      |
| 송악 교차로   | 송포로                       | 밀양시 | 부북면 |      |
| 제대 교차로   | 지방도 제1080호선 (점필재로) | 밀양시 | 부북면 |      |
| 운전교        |                              | 밀양시 | 부북면 |      |
| 운전 교차로   | 국도 제24호선 (창밀로)       | 밀양시 | 부북면 |      |
| (이름없음)    | 부북로                       | 밀양시 | 부북면 |      |

## 주요 건물 및 시설
- 농협 부북농협 사포지점 (사포로 158/전사포리 301-22)